# Sympistis sesmu
Sympistis sesmu là một loài bướm đêm thuộc họ Noctuidae. Nó được tìm thấy ở miền đông Oregon tới Washington
Sải cánh dài 30–36 mm. Con trưởng thành bay từ Late tháng 8 đến tháng 9.